# Primula maclarenii
Primula maclarenii är en viveväxtart som beskrevs av I. B. Balf. Primula maclarenii ingår i släktet vivor, och familjen viveväxter. Inga underarter finns listade i Catalogue of Life.